# حرب الجواسيس (مسلسل)
حرب الجواسيس هو مسلسل مصري أنتج عام 2009 وهو مقتبس عن قصة حقيقية من ملفات المخابرات العامة المصرية، تناولها أديب الجاسوسية الراحل صالح مرسي في إحدى روائعه الروائية والتي حملت اسم سامية فهمي، والذي هو اسم بطلة القصة التي تؤدي دورها النجمة منة شلبي. المسلسل يجسد عودة لمسلسلات الجاسوسية التي توقفت منذ فترة طويلة.

## القصة
تدور أحداث المسلسل حول "سامية فهمي" منة شلبي التي يسافر زوجها "نبيل" شريف سلامة للخارج فيستقطبه الموساد الإسرائيلي ليعمل معهم كجاسوس عقب نكسة 67 فيحاول دفع خطيبته "سامية" لذلك فترفض وتفضل الوطنية والانتماء على العاطفة وتتعاون مع المخابرات المصرية للإيقاع بنبيل وشبكة التجسس التي يعمل معها. الجدير بالذكر ان المسلسل كان سيكون اسمه سامية فهمي بدلا من حرب الجواسيس لولا تدخل المخابرات في تسميته.

## الممثلون
- هشام سليم: عادل
- منة شلبي: سامية فهمي
- شريف سلامة: نبيل
- باسم ياخور: شلومو - أبوسليم
- رانيا يوسف: شيرلي الضابطة الإسرائلية
- فادية عبد الغني: والدة سامية
- أحمد فؤاد سليم: مختار زوج والدة سامية
- أحمد صيام: إيزاك
- شريف صبحي: ديفيد اليهودي
- حمدي هيكل: فريدريك
- عفاف مصطفى: والدة نبيل
- نادية العراقية: صاحبة البيت الألمانية
- جميلة عزيز
- رشا أمين
- يسري مصطفى: لواء بالمخابرات
- عهدي صادق: اليهودي المعاق
- حسام فياض: إستاذ فريد الصحفي
- ممدوح عدلي كاسب: والد نبيل
- محمد نصر: رؤوف ضابط المخابرات المصري

بالإضافة إلي: عادل فؤاد - لبنى محمود - حمدي السخاوي - نادر نور الدين - سيد عيد - علي حسنين - مجدي عبد الحليم - علي جمال الدين - محمود غريب - حسام شعبان - مصطفى درويش - إبراهيم امام - مجدي شكري - هشام كامل - بدوي فهمي - نشوى عمار - شريهان شرابي - هادي علي - شمس الشرقاوي - صافي شاهين - عادل النبوي - احسان التركي - عمرو فريد - يوسف جلال - ناجح نعيم - فتحي محمود

### الحلقات
- الحلقة 1 :افتتحت الصحفية سامية فهمي «منة شلبي»، أحداث الحلقة الأولى من مسلسل «حرب الجواسيس» بحالة من الإثارة والقلق التي سيطرت عليها بعد عودتها من إيطاليا، لدرجة عدم قدرتها على النوم بسبب الكوابيس التي تطاردها، لدرجة توجهها إلى رئيسها بالعمل في منزله لإخباره بشكوكها تجاة العرض الذي تلقته من شخص يدعي أنه يعمل بوكالة أنباء جديدة في إيطاليا، فيرتب لها مقابلة مع مسئول بالمخابرات، وعندما قابلت الضابط عادل «هشام سليم» لم تكن واضحة في إجاباتها ورفضت كشف الأشخاص الذين ألتقت بهم في رحلتها، وهنا يقرر رجال المخابرات الضغط عليها لمعرفة تفاصيل ما حدث في إيطاليا، وتحت إلحاحهم تتراجع عن عدم رغبتها في الحديث وتقرر الذهاب إلى مكتب الضابط عادل مرة أخرى، وهنا تنتهي أحداث الحلقة الأولى.
- الحلقة 2 :تذهب سامية فهمي «منة شلبي» إلى مكتب الضابط عادل «هشام سليم» لتحكي له كيف التقت بنبيل «شريف سلامة» وعندما يصر على معرفة تفاصيل العلاقة بينهم ترفض أن تتحدث وتعلن أن نبيل ليس له علاقة بالقضية التي جاءت إليه بسببها وتخرج من مكتبه غاضبة، إلا أنه يصر أن الحديث لم ينته عند ذلك، وأثناء عودتها إلى منزلها تتذكر زواجها السري من نبيل الذي تم في الإسكندرية قبل سفره إلى ألمانيا.
- الحلقة 3 :شهدت الحلقة الثالثة استكمال تحريات المخابرات المصرية عن نبيل في أوروبا، منذ وصوله ألمانيا وإقامته في منزل مس إنجي، وهى امرأة سيئة السمعة، كما أظهرت الحلقة بداية تعامل المخابرات الإسرائيلية «الموساد» مع نبيل هناك، عن طريق مدير مكتبهم في هامبورغ «إيزاك» أحمد صيام، الذي بدأ في جمع جميع المعلومات عنه وإرسالها إلى إسرائيل، ومن هناك بدأت الموساد في إرسال عميل لها إلى مصر من أجل جمع معلومات عن نبيل وأسرته وخطيبته سامية فهمي، التي كانت تعرضت لإصابة أثناء زيارتها للجبهة.
- الحلقة 4 :: استكملت المخابرات الإسرائيلية اليوم عن طريق الضابط «إيزاك» المقيم بألمانيا خطة الإيقاع «بنبيل» هناك، عن طريق طرده من عمله ومن مكان إقامته حتى يجد نفسه مشردا في شوارع هامبورغ، ثم يتعرض للسرقة للمرة الثانية، وهنا يقرر «نبيل» الانتحار، وقبل تنفيذ ما اعتزم عليه يقابل «أبو سليم» الفنان باسم ياخوروهو لبنانى الجنسية ويحاول اقناعه بالعودة إلى مصر، لكن نبيل يصر على الاستمرار في ألمانيا، فيحاول سليم مساعدته، وعلى الجانب الأخر تبدأ سامية فهمي في تحقيق الشهرة بعد التحقيق الكبير والصور التي التقطتها من على الجبهة المصرية.
- الحلقة 5 :انتقل نبيل للإقامة مع فريدريك حسب خطة المخابرات الإسرائيلية، الذي يحاول إقناعه بالعمل معه في تجارة المخدرات، عن طريق إغرائه بالأرباح الكبيرة لها، فيوافق نبيل ويذهب معه لمقابلة رئيس الشبكة أو كما يطلقون عليه الرأس الكبيرة، وأثناء انتظاره في مكان اللقاء يلتقي نبيل بأبو سليم الذي يتحدث معه طويلا، ويطلب منه أن ينتظر غدا في المنزل، وأنه سوف يحدثه في الهاتف وينصرف أبو سليم بعد ذلك، وهنا يخبره فريدريك أن أبو سليم هو رئيس الشبكة والمسئول الوحيد بها، ويطلب منه إعادة التفكير لأن العمل المقبل عليه سيكون خطرا جدا، لكن نبيل يصر على موقفه من اجل المال والعودة إلى مصر، وعلى الجانب الآخر نجد سامية فهمي تزداد نجاحا خاصة بعد موافقة وزير الحربية على إجراء حديث صحفي معها.
- الحلقة 6 :الحلقة السادسة من المسلسل استقر نبيل في شقته الجديدة في انتظار اتصال من أبو سليم كما وعده، وعندما يأتي يتشاجر معه أبو سليم بسبب عدم تنفيذ أوامره، وبعد ذلك يحذره من أن العمل معهم ليس سهل، وأنه لو أعلن موافقته لن يكون هناك أي تراجع، وبالفعل يوافق نبيل، فيبدأ أبو سليم بتجهيزه للعمل وذلك بعد أن أعلن للعمة «الموساد» أن نبيل وافق، على الجانب الأخر يتابع أبو سليم النجاح الذي وصلت إليه خطيبة نبيل «سامية فهمي» في القاهرة، وانضمامها إلى تنظيم سياسي كبير، فيطلب مزيد من التحريات عنها، كما تصل إلى مطار «هامبورغ» العميلة الإسرائيلية ليز «رانيا يوسف»، وذلك من أجل وضعها في طريق نبيل لتجنيده.
- الحلقة 7 :يذهب نبيل إلى الشركة السياحية التي وعده أبو سليم بالعمل بها، والتي ستكون ستار لعملهم الحقيقي، كما بدأ رجال المخابرات الإسرائيلية في الانتباه لوجود العميلة الإسرائيلية لويز «رانيا يوسف» في هامبورغ، ووجودها بنفس الشركة التي سيعمل بها نبيل، تشهد الحلقة وصول الضابط عادل إلى ألمانيا لمتابعة الموقف، وبدأ نبيل بالفعل في التدريب على عمله الجديد تحت قيادة لويز التي بدأت في إغرائه ليتقرب منها، وبالفعل أعلنت لأبو سليم أنها نجحت في مهمتها، وعلى الجانب الآخر يحدث اتصال هاتفي بين أبو سليم والموساد الإسرائيلي للتأكيد على زيادة الاهتمام بنبيل لأنه الطريقة الوحيدة للوصول إلى سامية فهمي التي تنجح في الحصول على حديث هام من وزير الحربية، وفي القاهرة تسعى سامية للانضمام إلى الوفد الصحفي الذي سيزور ألمانيا الشهر القادم من أجل مقابلة نبيل.
- الحلقة 8 :بدء نبيل في ممارسة عمله في الشركة السياحية تحت إشراف العميلة الإسرائيلية لويز، وفي ذلك الوقت كثف الضابط عادل من مراقبة نبيل الذي بدأ في الارتباط عاطفيا بلويز، ثم بدء أبو سليم يطلب من نبيل نقل حقيبة من مكان لآخر مع تحذير شديد بعدم فتحها، وبدء نبيل في تنفيذ المطلوب منه بخوف وتوتر شديدين، إلى أن عرف أبو سليم أن هناك شخصا يقوم بمراقبة نبيل دون أن يدري، ويشك أبو سليم في أنه أحد رجال المخابرات المصرية، أما سامية فهمي فقد حصلت على إجازة من المجلة للسفر إلى ألمانيا لمقابلة نبيل.
- الحلقة 9 :تأكد أبو سليم بشكل واضح أن المخابرات المصرية هي التي تراقب نبيل في ألمانيا، وأنها علمت مكان إقامته، فقرر وضع خطة للسيطرة عليه وإبعاده عن طريق المصريين، وفي نفس الوقت ظل نبيل في أداء واجبه بنقل حقائب المخدرات حتى يقرر أن يدعو لويز إلى منزله، وكان معه وقتها إحدى تلك الحقائب، فهاجم البوليس الشقة وتم القبض على نبيل، لكن أبو سليم يصل ويخلصه من رجال الشرطة، ويطلب من فريدريك أن يذهب مع البوليس بدلا منه، وتظن المخابرات المصرية أن الشرطة قبضت على نبيل فتذهب إلى قسم الشرطة وهنا تتضح الخدعة التي دبرتها الموساد لتهريب نبيل من ألمانيا، أما سامية فهمي فتصل إلى ألمانيا مع الوفد الصحفي وتقرر الذهاب لمنزل نبيل.
- الحلقة 10 :يقوم أبو سليم بتهريب نبيل من هامبورغ وينقله إلى فرانكفورت، وهناك يقوم بعمل جواز سفر مزيف له باسم جورج للسفر به إلى سويسرا، استعاد للانتقال إلى قبرص والاستقرار هناك بعيدا عن عيون المخابرات المصرية، في ذلك الوقت تصل سامية فهمي إلى منزل نبيل، فتعلم أنه غادر الشقة، فتذهب إلى الشركة التي يعمل بها وتقابل شيرلي التي تنكر معرفة أي معلومات عنه، فتقرر سامية العودة مرة أخرى إلى ألمانيا الشرقية مع الوفد الصحفي، أما الضابط عادل فيحاول بكل الطرق العثور على نبيل بدون أي فائدة، ويعلم أن هناك فتاة تسأل عنه، فيقرر مراقبتها حتى تتوه منه، فيقرر تفتيش شقة نبيل، وهناك يعثر على صورة سامية فهمي، ثم يصل إيزاك وبعض من رجاله إلى الشقة للتخلص من أشياء نبيل كما أمره أبو سليم.
- الحلقة 11:يستمر أبو سليم في خطته لتهريب نبيل من ألمانيا، وبالفعب يصل به إلى سويسرا، وبعد ذلك ينتقل إلى إيطاليا ومن هناك يستقل الباخرة إلى جزيرة صقلية، وعندما يقوم بالاتصال بالموساد لإجبارهم على إغلاق الملهى الليلي الذي يديره إيزاك في ألمانيا حتى لا تصل المخابرات المصرية له، وترفض قيادات الموساد وتحدث بينهما مشاجرة على الهاتف، فيقرر السفر إلى إسرائيل لحل الموقف، وبمجرد وصوله إلى صقلية يرسل نبيل إلى فيللا مهجورة ويخبره أنه سيسافر ولن يتاخر عليه، وعندما يصل نبيل إلى الفيللا يجد معاملة قاسية جدا، ويتم حبسه في بدروم الفيلا فيشعر برعب شديد، أبو سليم يقابل عزرا وهو أحد عملاء الموساد في إيطاليا ويطلب منه تجهيز نبيل بكافة الطرق حتى يعود من إسرائيل.
- الحلقة 12: